# Klotilde Gollwitzer-Meier
Klotilde Gollwitzer-Meier, geb. Meier (* 29. Oktober 1894 in Wolnzach; † 2. März 1954 in Hamburg) war eine deutsche Ärztin und Physiologin.

## Leben und Wirken
Klotilde Gollwitzer-Meier war die Tochter des Hals-Nasen-Ohren-Arztes Hinrich Meier, gegen dessen Widerstand sie von 1913 bis 1918 Medizin in München studierte. Nach der Promotion über „Die Bestimmung der Blutreaktion aus der Kohlensäurebindungskurve“ bei Hermann Straub arbeitete sie als Assistenzärztin an der Medizinischen Poliklinik Halle und in Greifswald. Nach der Habilitation für Innere Medizin wurde sie 1927 Oberärztin und 1928 außerordentliche Professorin an der Universitätsklinik Frankfurt-Sachsenhausen. 1929 wurde sie Chefärztin der Inneren Abteilung des Hildegard-Krankenhauses in Berlin-Charlottenburg.
1931 war Gollwitzer-Meier für einen Lehrstuhl für Physiologie an der Universität Göttingen im Gespräch, 1933 für einen Lehrstuhl für allgemeine und experimentelle Pathologie. Beide Stellen wurden ihr jedoch nicht angeboten. 1932 übernahm sie als Nachfolgerin Arthur Bornsteins die Leitung des Balneologischen Instituts in Bad Oeynhausen, das im Zweiten Weltkrieg zerstört wurde. Am 13. Dezember 1937 beantragte sie die Aufnahme in die NSDAP und wurde rückwirkend zum 1. Mai desselben Jahres aufgenommen (Mitgliedsnummer 5.271.204). Das Institut hieß Bäderwissenschaftliches Forschungsinstitut, angegliedert der Hamburgischen Universität (Pharmakologisches Institut). Gollwitzer-Meier wechselte daraufhin an das Universitätsklinikum Hamburg-Eppendorf. Hier erhielt sie 1945 eine Direktorenstelle am Institut für experimentelle Balneologie und 1947 ein gleichnamiges Extraordinariat. 1949 erhielt sie einen Lehrauftrag der Universität Sheffield; einen Ruf an die Universität Istanbul auf ein Ordinariat für Pathophysiologie lehnte sie 1950 ab. Zudem referierte Gollwitzer-Meier bei internationalen Physiologenkongressen. Ab 1952 leitete sie die Deutsche Gesellschaft für Balneologie, Bioklimatologie und Physikalische Therapie.

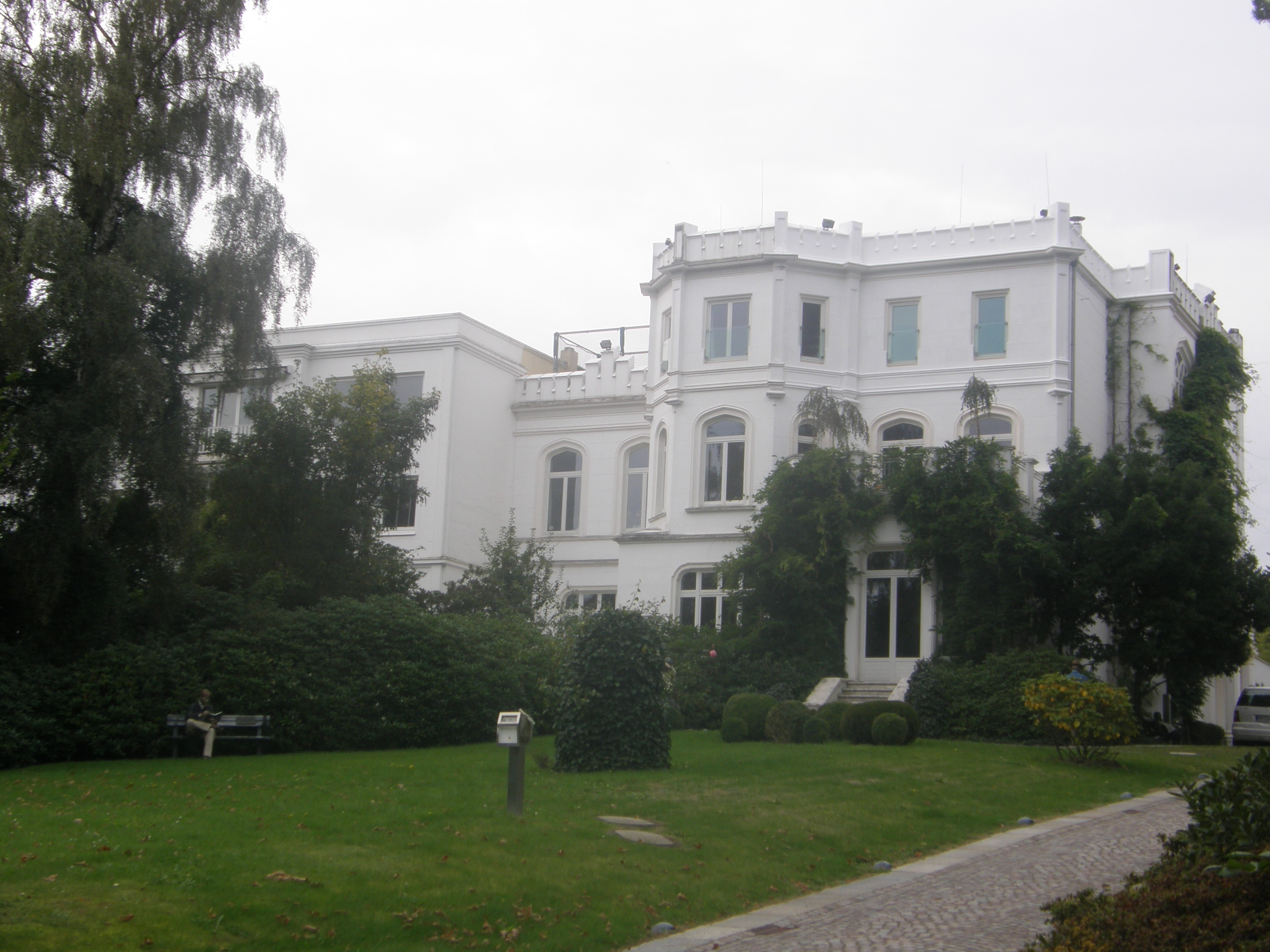
Klotilde Gollwitzer-Meiers letzter Wohnort im Harvestehuder Weg, Hamburg

1923 heiratete sie den Arzt Hans Gollwitzer, von dem sie sich 1931 scheiden ließ und 1932 den Arzt und späteren Ärztlichen Direktor des Allgemeinen Krankenhauses Barmbek, Christian Kroetz (1894–1980) heiratete. Klotilde Gollwitzer-Meier wohnte zuletzt mit ihrem 2. Ehemann in einer Villa am Harvestehuder Weg 39 mit Blick auf die Hamburger Außenalster. Einem Nachruf ist zu entnehmen, dass ihr plötzlicher und unerwarteter Tod im 60. Lebensjahr Freunde und Kollegen weit über die Grenzen Deutschlands hinweg erschütterte.

## Bedeutung für ihr Fachgebiet

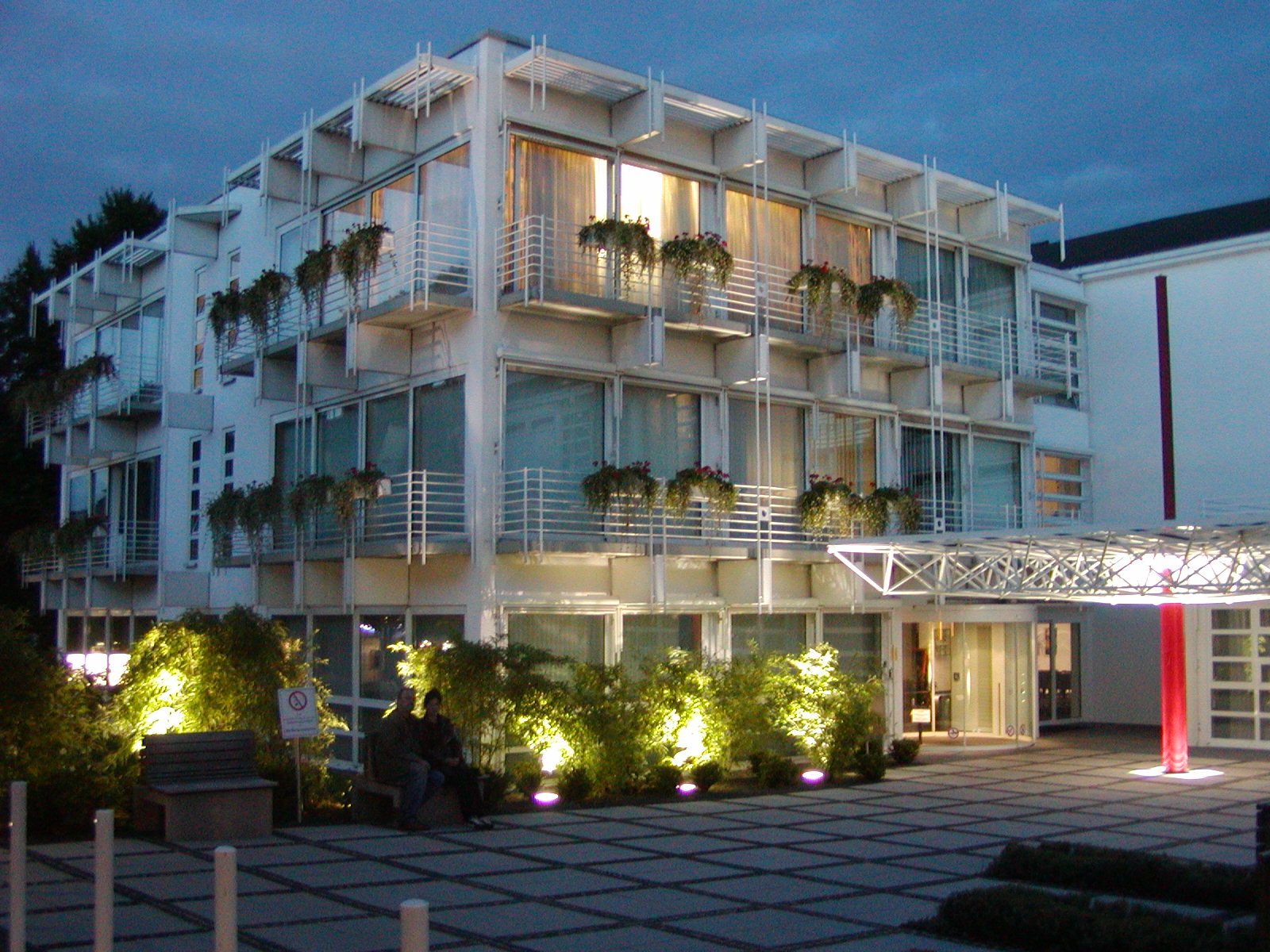
Gollwitzer-Meier-Klinik in Bad Oeynhausen

Da sie eine Frau war, erfuhr Klotilde Gollwitzer-Meier Benachteiligungen in ihrer wissenschaftlichen und universitären Karriere. Vermutlich erhielt sie international mehr Anerkennung als national. Sie forschte und publizierte zu Themen der Pathophysiologie des Herzens, der Regulation des Blutkreislaufs, des Säure-Basen-Haushalts und der experimentellen, physiologisch präzis gestützten Balneologie. Ihr Schriftenverzeichnis umfasst 157 Arbeiten. Sie galt zudem als hervorragende Experimentatorin.
1931 gehörte sie zu den Gründungsmitgliedern des ersten deutschen Zonta-Clubs.

## Ehrungen
Seit 1955 trägt der ab 1952 errichtete Neubau des Instituts für Balneologie in Bad Oeynhausen den Namen von Klotilde Gollwitzer-Meier.